# Ecomuseo
Un ecomuseo es un centro museístico orientado sobre la identidad de un territorio, sustentado en la participación de sus habitantes, creado con el fin del crecimiento del bienestar y del desarrollo de la comunidad.

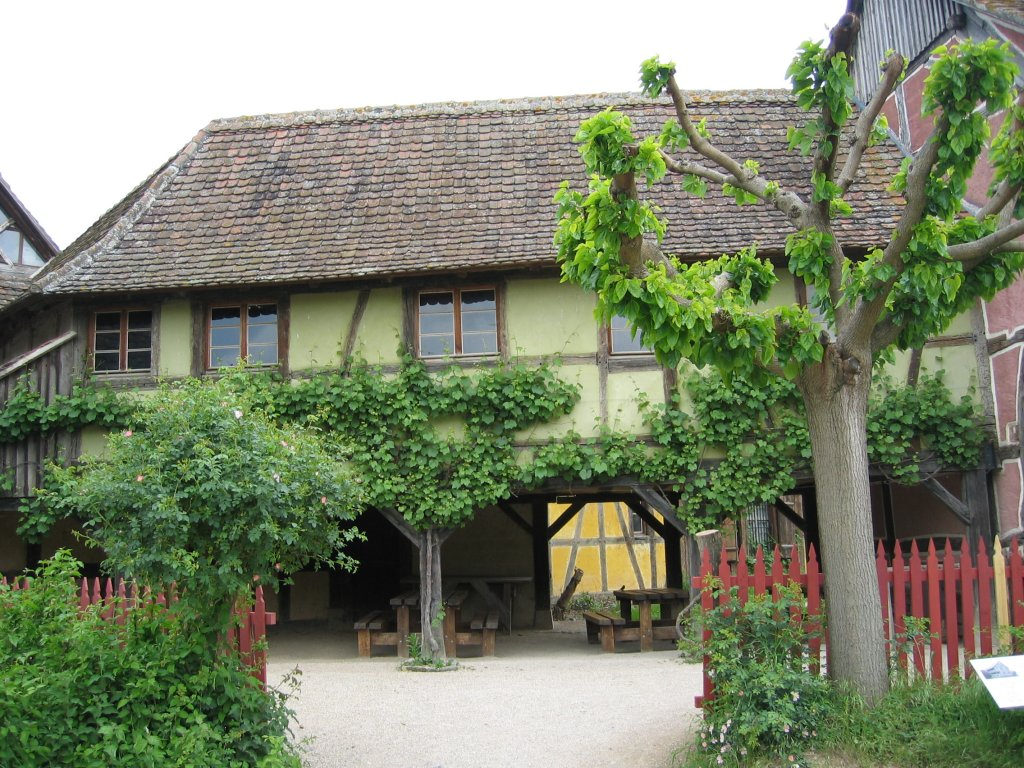
Ecomuseo en Alsacia.

El concepto fue introducido por el museólogo francés Hugues de Varine-Bohan en 1971 con una historia controvertida. Una de las definiciones más eficaces de ecomuseo es la que originalmente propusieron George-Henri Rivière y Hugues de Varine, y que se refiere a las diferencias entre museos tradicionales y ecomuseos.
- Museo >>> Ecomuseo
- Colección >>> Patrimonio
- Edificio >>> Territorio
- Visitantes >>> Comunidad

Peter Davis sitúa al ecomuseo en el centro de tres esferas: la referente al museo, al ambiente (en su sentido amplio) y a la comunidad. Kazuochi Ohara retoma el concepto, a la vez que ofrece una descripción articulada de las tres esferas.
Para Maurizio Maggi el ecomuseo es un museo basado en un pacto con el que una comunidad se hace cargo de un territorio.
- Pacto: Una asunción transparente de responsabilidad que no comporta necesariamente vínculos de ley.
- Comunidad: El papel fundamental de las instituciones locales debe sostenerse en la participación de los ciudadanos.
- Ocuparse: Son necesarios un compromiso a largo plazo y una visión del desarrollo futuro del territorio.
- Territorio: No es solo una superficie física, sino también una compleja estratificación de elementos ambientales, culturales y sociales que definen un patrimonio local determinado.

Los primeros tres elementos contribuyen a definir la llamada red local de los actores, mientras el cuarto se acerca a la definición de medio. Estos dos conceptos se encuentran en el centro de la reflexión teórica y aplicada, a la que contribuye, entre otros, la escuela territorialista italiana, sobre sistemas locales territoriales.
La red europea de los ecomuseos, una iniciativa que hace unos años intenta, desde abajo, construir una organización de ecomuseos europeos, lo define de la siguiente forma:
Un ecomuseo es un proceso dinámico con el cual las comunidades preservan, interpretan y valoran su patrimonio para el desarrollo sostenible. Un ecomuseo se funda en un acuerdo con la comunidad.
También cabe comentar la interesante contribución de la escuela china. Su Donghai ha sintetizado en los nueve principios de Liuzhi el intenso trabajo llevado a cabo junto con los museólogos chinos y noruegos (entre ellos, el desaparecido John Aage Gjestrum) desde el inicio de los años noventa.
1. Los habitantes de los pueblos son los únicos titulares de su cultura. A ellos les corresponde el derecho de interpretarla y de legitimarla.
2. El significado de la cultura y de sus valores se puede definir únicamente por parte de la intuición humana y de la interpretación basada en el conocimiento. La competencia cultural debe ser enriquecida.
3. La participación es esencial para los ecomuseos. La cultura es un bien común y democrático y debe ser gestionada democráticamente.
4. En caso de conflictos entre turismo y conservación cultural es esta última la que recibe prioridad. El auténtico patrimonio no debe ponerse en venta, si bien la producción de los bienes de calidad basados en las actividades tradicionales debe ser alentada.
5. Es de máxima importancia la planificación integrada e ideada a largo plazo. Es necesario escapar de los beneficios económicos a corto plazo que pueden destruir la cultura.
6. La protección del patrimonio cultural debe integrarse en un enfoque ambiental completo. Desempeñan un papel fundamental para lograr este propósito los materiales y las técnicas tradicionales.
7. Los visitantes tienen la obligación moral de mantener un comportamiento respetuoso. Deben seguir un código de conducta.
8. Los ecomuseos no cuentan con ningún tipo de “biblia”. En todo momento serán distintos entre sí, basándose en las características culturales y la situación social local.
9. El desarrollo social es un requisito para la creación de ecomuseos en comunidades vitales. El bienestar de los ciudadanos debe ser mejorado de manera que no comprometa los valores tradicionales.

El Natural History Committee del ICOM ha elaborado una propia definición de ecomuseo.

El ecomuseo es una institución que gestiona, estudia y valora -con finalidades científicas, educativas y, en general, culturales- el patrimonio general de una comunidad específica, incluido el ambiente natural y cultural del medio.
De este modo, el ecomuseo es un vehículo para la participación cívica en la proyección y en el desarrollo colectivo. Con este fin, el ecomuseo se sirve de todos los instrumentos y los métodos a su disposición con el fin de permitir al público comprender, juzgar y gestionar –de forma responsable y libre- los problemas con los que debe enfrentarse. En esencia, el ecomuseo utiliza el lenguaje del resto, la realidad de la vida cotidiana y de las situaciones concretas con el fin de alcanzar los cambios deseados.

Sin embargo, los museos contemporáneos son, cada vez más, “museos de ideas” más que “museos de objetos”, un hecho que hace más difícil definir de forma precisa los campos de interés. Por eso, preguntarse qué hace el ecomuseo (y por qué) es más productivo que preguntarse qué es. Esto requiere conocimiento “horizontal” (comparación de muchos ecomuseos) y “vertical” (conocimiento de los procesos locales). Por el primero, la fuente más completa en este campo es el sitio de Internet Osservatorio Ecomusei (en italiano e inglés). Hay más o menos 300 ecomuseos en el mundo; cerca de 200 son en Europa, y allí cada uno tiene su ficha informativa.
Por el segundo solo hay la investigación sobre el terreno.

## Ecomuseos en España
- Ecomuseo de El Tanque (provincia de Santa Cruz de Tenerife)
- Ecomuseo La Huerta de Valoria del Alcor (provincia de Palencia, Castilla y León)Fachada del Ecomuseo Casa del Tío Cáscoles de Romangordo (Cáceres) (España)

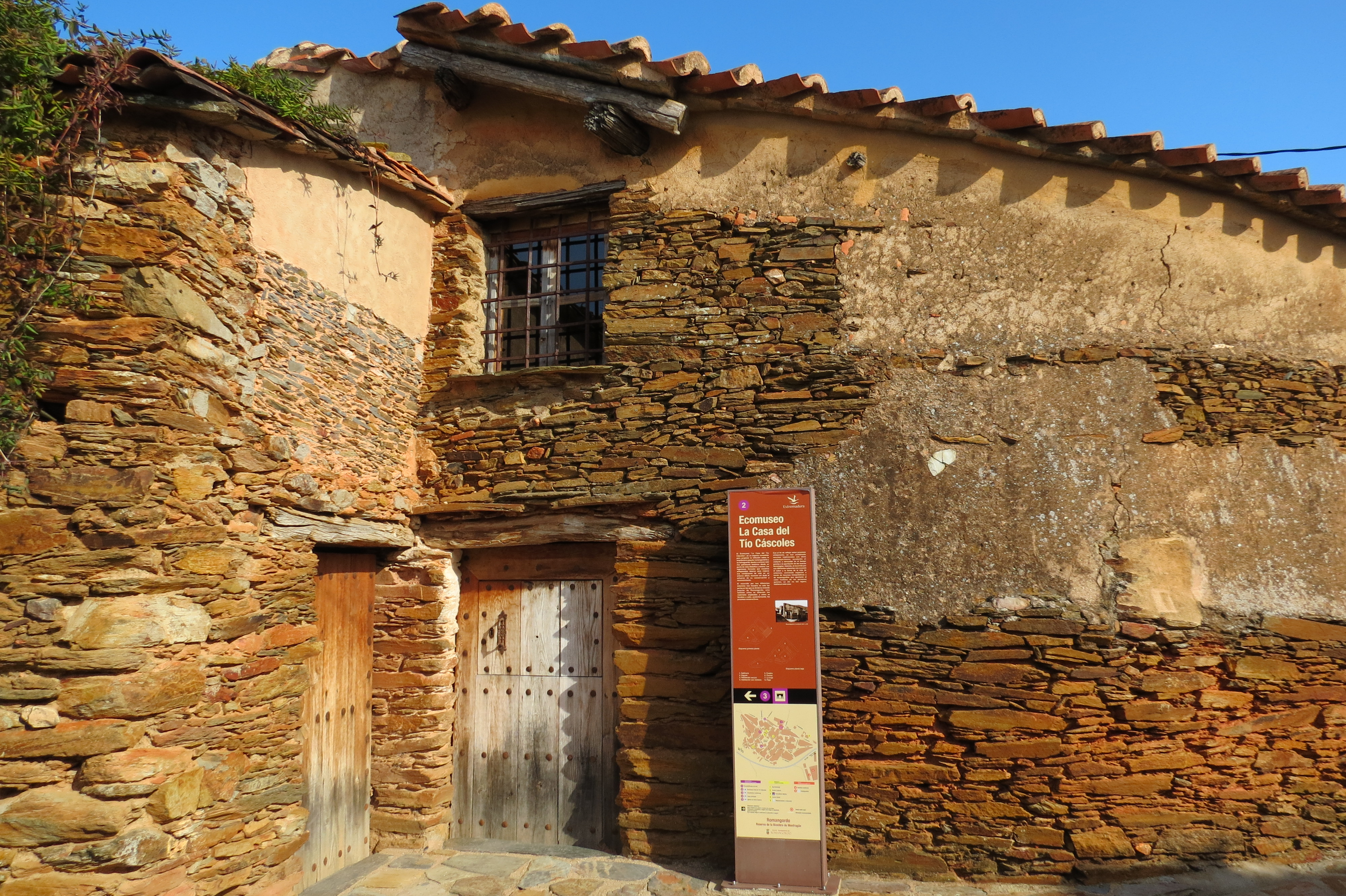
Fachada del Ecomuseo Casa del Tío Cáscoles de Romangordo (Cáceres) (España)

- Ecomuseo de Las Loberas de Caleruega (provincia de Burgos, Castilla y León)
- Ecomuseo Las Casas del Hombre, de Bembibre (provincia de León,  Castilla y León)
- Ecomuseo de Muñogalindo, naturaleza y patrimonio del Valle de Amblés (provincia de Ávila, Castilla y León)
- Ecomuseo Tierra del Sequillo, de Tordehumos (provincia de Valladolid, Castilla y León)
- Ecomuseo Alma Serrana, de Santiago-Pontones, (provincia de Jaén, Andalucía)
- Ecomuseo de la Fauna Glacial de Avín, Onís (Asturias)
- Ecomuseo de los Pastores de Picos de Europa y Queso Gamoneu, Onís (Asturias)
- Ecomuseo Minero Valle de Samuño, Langreo (Asturias)
- Ecomuseo de Somiedo (Asturias)
- Ecomuseo de la Sierra de Alcaraz y Campo de Montiel, Alcaraz (Albacete, Castilla-La Mancha)
- Ecomuseo La Casa del Tío Cáscoles de Romangordo (provincia de Cáceres), (Extremadura)
- Ecomuseo de Guinea (El Hierro, Provincia de Santa Cruz de Tenerife), primer Ecomuseo de España.
- Ecomuseo de Bicorp, Bicorp (Provincia de Valencia, Comunidad Valenciana)

- Datos: Q1798450
- Multimedia: Ecomuseums / Q1798450